# Anton Koder
Anton Koder, slovenski pisatelj, pesnik in publicist, * 21. maj 1851, Radomlje, † 21. februar 1918, Ljubljana (pokopan v Cerkljah na Gorenjskem).

## Življenje
Rodil se je v kmečki družini v Radomljah pri Kamniku. Nekaj let po njegovem rojstvu so se z družino preselili v Poženik pri Cerkljah na Gorenjskem. Tu je preživljal najsrečnejša mlada leta in se vse življenje štel za Poženčana. V Kamniku je obiskoval ljudsko šolo pri frančiščkanih, gimnazijo pa je obiskoval v Ljubljani kot Tavčarjev in Detelov sošolec. Po končani gimnaziji je opravljal poklic poštnega uradnika v Ljubljani, nato v Innsbrucku, Trentu in ne nazadnje v Bregenzu, kjer je bil ravnatelj poštnega urada. Leta 1909 se je upokojil in naselil v Ljubljani. Istega leta je postal blagajnik pri Slovenski matici in to funkcijo je opravljal do prve svetovne vojne. Veliko je potoval po Evropi, še posebej od upokojitve dalje; tako je obiskal Nemčijo, Švico, Francijo, Anglijo, Italijo. 
Umrl je leta 1918, pokopan je v Cerkljah na Gorenjskem. Na njegovem nagrobniku je napis: "Počivam naj v slovenski zemlji, katero sem tako neizmerno ljubil." V oporoki je svoj denar zapustil za izgradnjo cerkve na Poženiku, veliko pa je namenil tudi za cerkljanske in poženiške siromake. Oporoka v večini točk ni bila realizirana.

## Literarno delo
Leta 1869 je kot dijak začel zlagati pesmi, ki jih je objavil v Učiteljskem tovarišu in Ljubljanskem zvonu. Kasneje je bil eden glavnih pesnikov v Zori, nekaj svojih pesmi pa je objavil tudi v Kresu. Glede na pričevanje njegove zapuščine, naj bi pesmi skladal vse do leta 1909. Bolj znan je kot pripovednik. Svoje prvo pripovedno delo Ena noč na gorenjskih planinah je napisal kot dijak in ga objavil v Novicah, kjer je objavljal svoje prve kratke pripovedi. Pisal je tudi slike iz narave in povestice, ki jih je objavljal v Zori. V Slovenskem narodu je objavljal potopise, krajše pripovedne prispevke in daljše povesti: Črne oči, Hči starega sodca, Kupa brinjevca, Na naših gorah. 
Leta 1876 je v Stritarjevem Zvonu izšlo nekaj njegovih obrazov: Lastavica, Prepelica, Prizori.
Leta 1877 je v samostojni knjigi izdal prvi slovenski idilični roman Marjetica. Ob prvem izidu je bil označen kot "izvirni roman", v ponatisih pa je dobil oznako "idila". Gre za preprosto pripoved, ki je bolj značilna za povest kot roman. Zgodba govori o petnajstletni črnolasi Srakarjevi Marjetici, ki skupaj z očetom Srakarjem živi v leseni koči nad Beriškim selom. Je pridna gospodinja, ki skrbi za očeta in dve kozi. Med vaškimi dekleti je najlepša in zelo priljubljena. V njo se zaljubi Mlinarjev Štefan, ki je najlepši in najbogatejši v vasi. Obljubita si večno zvestobo, vendar oče Mlinar njuni zvezi nasprotuje. Štefan se mu upre in odide od doma. Oče Mlinar čez čas popusti, Štefan se vrne in vsi se začnejo pripravljati na poroko. Marjetica v tem času zboli in na dan poroke umre. Zaplet zgodbe je precej podoben zapletu v Jurčičevi povesti Sosedov sin, s to razliko, da gre pri Kodrovem romanu za zvezo bogatega fanta in revnega dekleta, ki ima nesrečen konec, pri Jurčičevi povesti pa je ravno obratno. Skupna lastnost obeh romanov je kmečka atmosfera, podobnost med njima pa najdemo tudi v imenih glavnih oseb. Oba moška protagonista romanov sta Štefana, eden je Mlinarjev, drugi Brašnarjev, ženski protagonistki pa sta Srakarjeva Metka pri Kodru in Smrekarjeva Francka pri Jurčiču - tudi tu gre za podobnost, a v tem primeru prilastkovo. Leta 1926 je bilo delo natistnjeno že četrtič, kar priča, da je bilo precej popularno, kritika pa je kljub temu romanu pripisala le negativne oznake.
Kot glavni pripovednik je deloval v Kresu, v katerem je med letoma 1881 in 1895 izdal več romanov in povesti. Leta 1881 je izžla prva izvirna daljša planinska povest z naslovom Viženčar. Povest se dogaja na Viženčah in bližnji okolici. Viženčar je bogat gospodar velike kmetije, ki se razprostira visoko v gorah. Ima sina Janeja, ki se s skrivanjem po planinah pod Krvavcem izogiba vojaški obveznosti. Oče bi mu lahko plačal vojaškega namestnika in ga s tem oprostil vojaščine, vendar tega ni storil, ker sta bila v sporu. Razlog zanj je tičal v domači dekli Cilji, v katero sta bila oba zaljubljena. Janej, zaradi vojaškega begunstva, postane tarča vojakov. Nekega dne se s temi vojaki spopade, enega celo ubije in pobegne. Dve leti pozneje je v planine pod Krvavcem prišel na lov cesarski princ in pri tem padel v prepad, iz katerega ga reši Janej. Čez dve leti cesarski princ doseže, da je Janej pomiloščen. Povest se konča s poroko Janeja in Cilje.
Leta 1882 je izdal roman Zvezdana in povest Oreharjev Blaž. Slednja govori o Blažu, ki je kot konjski hlapec služil pri starem Oreharju. Teden dni pred poroko, s kravjo deklo Urško, mu je Oreharjev konj odgrizni uho. To Blaža zelo razjezi, zato se je konju maščuje in ga pri tem rani tako močno, da kasneje pogine. Jezni Orehar mu vzame ves prihranjen denar, Urška pa ga zaradi tega zapusti. Blaža kmalu najdejo utopljenega v vodi. Urša je od Oreharja zahteva Blažev denar, da bi z njim plačala stroške pogreba, vendar od njega dobi le posmeh, zato ga zabode v prsa. Orehar umre, Blaža pa naslednji dan pokopljejo.
Nato je leta 1883 izdal zgodovinski roman Luteranci, ki govori o verskih bojih med protestanti in katoličani ter o junakovih ljubezenskih razmerjih. Zgodba se odvija v 2. polovici 16. stoletja na Slovenskem: od Kranja do Kamnika, središče pa je na gradu Strmol v bližini Cerkelj. Na ta grad se pred katoliškimi preganjalci zateče Jernej Knafelj, vodja protestantov. Tu se zaljubi v graščakinjo Lavro Koronini in ji izda, kdo je v resnici. Svojemu ljudstvu se s tem dejanjem ne zdi več dovolj prizadeven in vdan. Knafelj pobegne v tujino. Čez čas, ko misli, da so se razmere umirile, se vrne. Izve, da je Lavra odšla v samostan. Medsebojni prepiri povzročijo, da luteranstvo opeša. Knafelj se zato odloči, da bo odšel v Nemčijo, a pred tem postane žrtev svojih nekdanjih luteranskih prijateljev, ki se zarotijo proti njemu in ga na koncu umorijo. S tem romanom mu je v območje dolge pripovedne proze uspelo spraviti protestantizem. Na račun romana Luteranci in domnevno krute povesti Oreharjev Blaž je Janez Mencinger napisal parodijo Cmokavzar in Ušperna (1884). Izhajala je v konkurenčni revji Ljubljanski zvon, in sicer istočasno z romanom Luteranci. Nekaj več naklonjenosti do Kodra je pokazal le literarni zgodovinar Karol Glaser. Vrsto negativnih kritik je romanu Luteranci namenil tudi literarni zgodovinar Anton Slodnjak. Kodru je očital, da je pretiraval z Jurčičevo in Kersnikovo rokovnjaško govorico do nesmiselnosti, da  je zgodbo pripovedoval brez okusa in za pripovedovanje potrebnega daru, delo pa je označil za slovstveno zablodo. 
Leta 1883 je v samostojni knjigi izdal povest V gorskem zakotju. V njej spremljamo mladega zdravnika Limbarja, ki pride službovat v Pešaško vas. Tu najprej spozna županovo Manico, nato se spoprijatelji z upokojenim kapitanom Ivanom Komarjem, na Roženovem gradu pa spozna mlado Lucijeto v katero se zaljubi. Lucijeta mu čustva vrača, njena mati Helena pa tej ljubezni nasprotuje, zato Limbarju jasno pove, da na grad nima več vstopa. Limbar razočaran odide v Mehiko, kjer v vojski zdravi ranjene vojake. Tu sreča ranjenega znanca Komarja, nato se vrne v svojo domovino, kjer izve, da je Komar v Mehiki zaradi rane umrl, svoje posestvo pa zapustil prav njemu. Čez čas se Limbar vrne v Pešaško vas na Komarjevo posestvo, kjer izve, da se je Lucijeta poročila in odselila. Na koncu se zaljubi v Manico in kmalu se tudi poročita. 
Zadnji roman, ki ga je leta 1884 izdal v Kresu ima naslov Kmetski triumvirat. Velja za prvi slovenski zgodovinski roman o kmečkih uporih. Govori o slovensko-hrvaškem kmečkem uporu 1573, ki se dogaja v slovenskih krajih, na Dunaju, v hrvaških Stubicah in Zagrebu. Tudi temu romanu so pripisali več negativnih ocen, zato je kmalu odšel v pozabo. 
Ostale povesti, izdane v Kresu, so še: Obljubljena, Rokovnjaška ljubica, Na Slemenih, Na višavi in Rozamunda Kacenštajn.
Med letoma 1881 in 1895 je povesti objavljal tudi v Ljubljanskem zvonu: Drobne povesti, Stari Grivar, Grogov Matijče, Iz življenja, Ženin Martinek, Napoved, Višnjeva pola, Samski spomini. Nekaj jih je ostalo nenatisnjenih.
V svojih pripovednih delih je Koder največkrat opisoval kmečki svet in zgodovinsko dogajanje, malomeščanskemu življenju pa je posvetil manj pozornosti. Vsebino del je najraje navezal na kraje, dogodke in ljudi iz svojega domačega okolja. To mu je tudi lajšalo domotožje. Slovenska literarna zgodovina pa mu je vseskozi očitala, da je Stritarjev, Gregorčičev in Jurčičev epigon.
Koder se politično ni opredeljeval, zato je članke lahko pisal za več političnih listov, kot so: narodno napredni Slovenski narod, konservativni Slovenec in slovensko vladno glasilo Ljubljanski list. V teh člankih je pisal o gospodarskih in prosvetnih vprašanjih, o splošnih narodnih potrebah in nevarnostih; spornih strankarskih zadev pa se v njih ni dotikal. V Slovenskem narodu in Slovencu se je tako v osemdesetih letih 19. stoletja uveljavil kot uvodničar in feljtonist.

### Proza
- Marjetica (1877)
- Viženčar (1881)
- Obljubljena (188])
- Oreharjev Blaž (1882)
- V gorskem zakotju (1883)
- Luteranci (1883)
- Zvezdana 1883
- Kmetski triumvirat (1884)